# 南方中心
南方中心（英語：South Centre）是发展中国家建立的政府间国际智庫组织。
1990年，随着国际形势变化，在原南方委员会秘书处的基础上，各发展中国家开始磋商成立新的自身组织。经过长时间的酝酿协商，于1994年达成《建立南方中心协定》，同年9月在瑞士日内瓦开放，供77国集团以及中華人民共和国签署。1995年7月31日，《建立南方中心协定》正式生效。
南方中心现有53个成员国，总部设于日内瓦。负责人为执行主任马来西亚许国平（Martin Khor），董事会主席为坦桑尼亚前总统本杰明·姆卡帕。
南方中心在联合国大会具有永久觀察員的地位。

## 宗旨
根据《建立南方中心协定》，“南方中心”是一个发展中国家的政府间组织，其基本宗旨是：
- 加强南方各国的团结，促进南方各国的觉醒，增进南方各国及其人民相互之间的理解；
- 加强各种形式的南南合作、一致行动、南南联系和信息互通；
- 促使发展中国家在各种国际论坛上，就南南事务、南北事务以及其他全球性事务，协同步调、互相配合、促进共同利益；
- 在涉及发展、主权与安全等全球经济、政治与战略性问题上，促使南方各国形成共同的观点，采取共同的态度；
- 在公平和公正的基础上，促进南北之间的互谅和合作，促进联合国及其有关组织实现民主化。

## 会员国

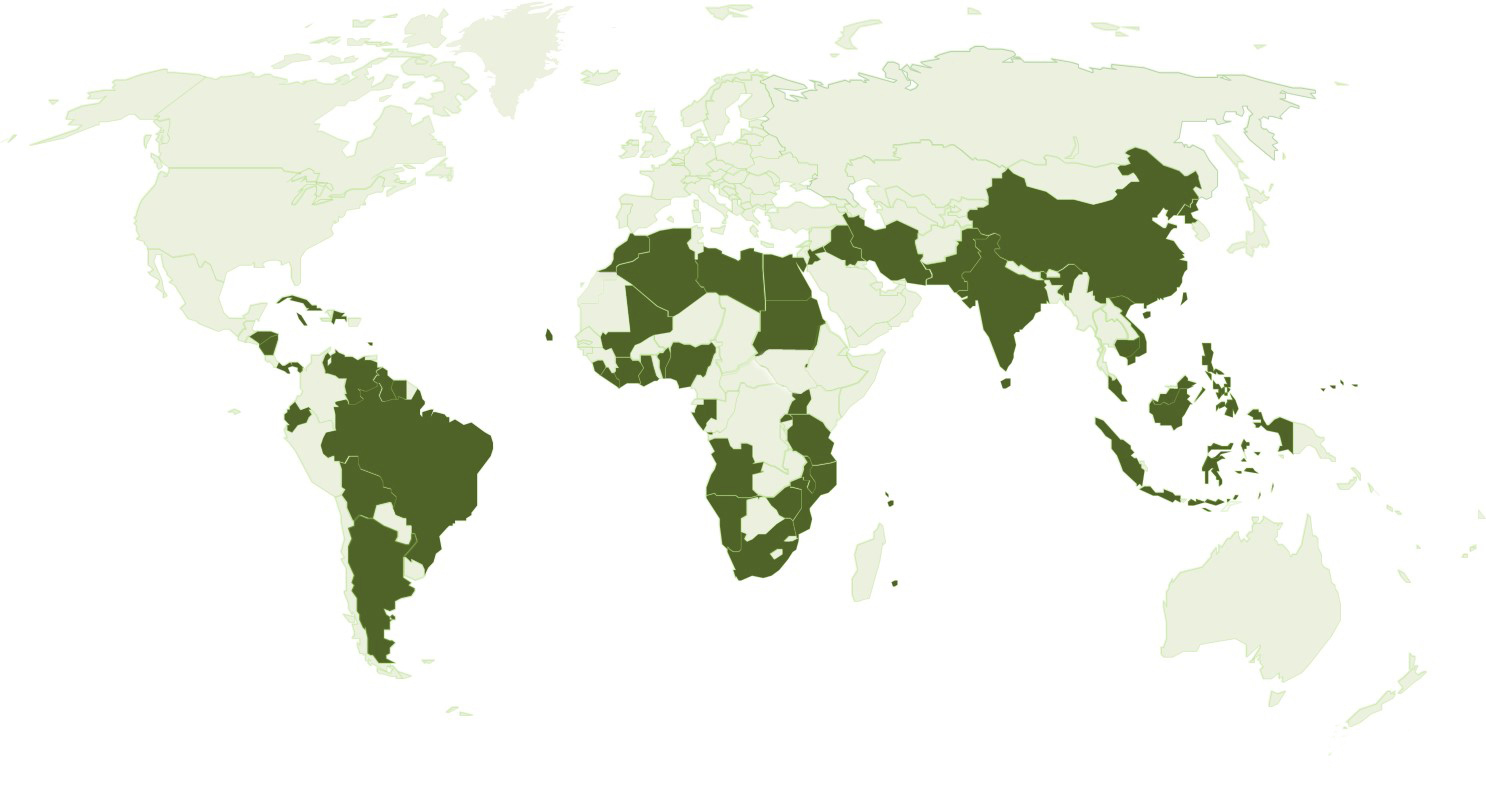
会员国

代表理事会由中心成员国的高级代表组成。理事会每年召开一次会议，必要时在闭会期间召开会议，以审查中心的工作并提供政策和业务指导。所有签署、批准或加入该协议的国家都必须任命一名高级代表作为其在理事会的代表。该代表应因其对南方发展以及促进南南合作的承诺和贡献而受到认可。理事会任命一个由九名成员组成的董事会并选举中心主席。理事会从其成员中选出一名召集人和一名副召集人。
截至2017年，以下54个国家已签署、批准或加入该政府间协议：

- 阿尔及利亚
- 安哥拉
- 阿根廷
- 玻利维亚
- 巴西
- 柬埔寨
- 中國
- 古巴
- 埃及
- 加彭
- 印度
- 印度尼西亞
- 伊朗
- 伊拉克
- 牙买加
- 约旦
- 利比里亚
- 利比亞
- 马拉维
- 马来西亚
- 模里西斯
- 密克羅尼西亞聯邦
- 摩洛哥
- 莫桑比克
- 纳米比亚
- 尼加拉瓜
- 奈及利亞
- 巴基斯坦
- 巴勒斯坦
- 巴拿马
- 菲律賓
- 塞舌尔
- 南非
- 斯里蘭卡
- 苏丹
- 苏里南
- 坦桑尼亚
- 乌干达
- 委內瑞拉
- 越南
- 辛巴威

前成员国
- 哥伦比亚 （1994年签署；1997年批准；2007年退出）
- 塞爾維亞與蒙特內哥羅 （1994年签署；1996年批准）

## 出版物
- 《南方公报》是南方中心的定期出版物，它总结了有关全球主要政策挑战的持续辩论，并定期向南方国家的政策制定者提供分析和评论。
- 南方中心网站的“出版物”栏目下还提供英语、法语和西班牙语的研究论文、已发表文章、分析报告和其他出版物。[4]